# Beck – I stormens öga
Beck – I stormens öga är en svensk thriller från 2009. Detta är den första filmen i den fjärde omgången med Peter Haber och Mikael Persbrandt i huvudrollerna. Filmen hade biopremiär den 26 augusti 2009 och släpptes på DVD den 11 februari 2010.

## Handling
En kvinna hittas mördad i en tunnel i Stockholm. Säpo har länge haft ögonen på henne då hon är medlem i en extrem miljörörelse, kallad EJM. SÄPOs chef försöker via Martin Beck få tag på Gunvald Larsson då han är den sista som har haft kontakten med henne. Gunvald tvingas hålla sig undan, samtidigt som han jagar de riktiga mördarna med hjälp av Oskar Bergman, och snart upptäcker de att EJM:s nya mål är en attack som kan innebära en katastrof med ödesdigra konsekvenser då miljörörelsen tar sikte på Forsmark.

## Om filmen
I denna fjärde säsong av Beckserien har endast två filmer spelats in. Filmen spelades in under hösten 2008 i Stockholm. Vissa scener utspelar sig vid kärnkraftverket i Forsmark; dessa scener har en "hög underhållningsfaktor", men av olika orsaker är alla fakta i filmen inte i överensstämmelse med verkligheten. 
Beck – I stormens öga är regisserad av Harald Hamrell, som även regisserat de flesta av Habers och Persbrandts övriga filmer. Flera scener i filmen är inspelade på Scania AB i Södertälje; detta eftersom Forsmark inte ville låna ut sina lokaler.

## Rollista
- Peter Haber – Martin Beck
- Mikael Persbrandt – Gunvald Larsson
- Måns Nathanaelson – Oskar Bergman
- Ingvar Hirdwall – Grannen
- Sven Ahlström – Tore Wiman
- Ann-Sofie Rase – Anita Åstrand
- Kirsti Torhaug – Kim Reeshaug
- Christoffer Hedén – Tom Reeshaug
- Camilla Larsson – Anna Jonsson, rättsläkare
- Daniel Götschenhjelm – Lars Berger
- Stephen Rappaport – George Robinson
- Daniel Goldmann – Andy
- Stefan Marling – Tim
- Suzanna Dilber – Birgitte
- Johannes Alfvén – Pino
- Erik Johansson – Gert
- Isak Hjelmskog – Philippe
- Kåre Mölder – Bengt, TechniCrone
- Violetta Barsotti Stephan – Karin, TechniCrone
- Tobias Aspelin – säkerhetsvakt
- Tomas Fryk – säkerhetsvakt
- Leila Haiji – Merlina
- Marianne Sand  – Tone Reeshaug
- Anders Jansson – Securitasvakt
- Ann-Charlotte Franzén – SKI-kvinna
- Bengt Magnusson – TV-reporter
- Magnus Ehrner – regeringsrepresentant
- Anna von Rosen – nyhetschef
- Harald Hamrell – nyhetsredaktör